# 武昌城墙

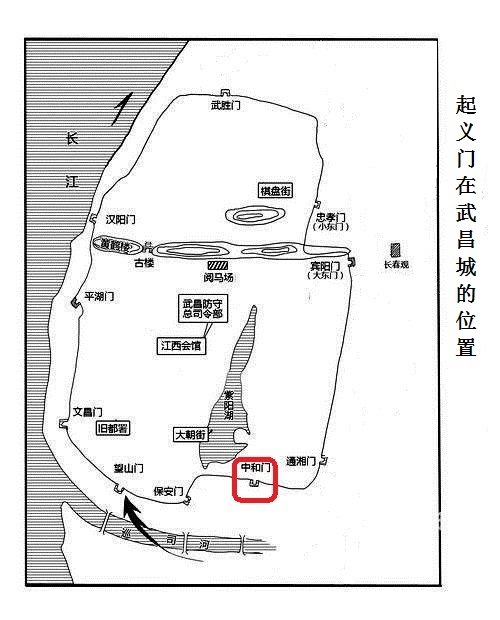
武昌城墙简图

武昌城墙，位于中国湖北省武汉市。武昌城墙于1927年-1928年被拆除，现仅余起义门（中和门）以及部分残迹。

## 历史
223年，孙权在江夏山（今蛇山）东北筑夏口城，这是武昌最早的城池。1371年左右，武昌城墙基本定型。1926年9月，国民革命军北伐武昌城，由于城墙防卫坚固，久攻不下。北伐军胜利后，将城垣拆除，武昌城被毁。

## 形制
武昌城城垣周长达10公里，东西2.5公里，南北3公里，略呈长方形，城内面积6.122平方公里。
武昌古城原有九座城门，清末张之洞又增辟了通湘门。大东门（宾阳门），位于今大东门立交桥附近；小东门（忠孝门），位于云架桥以东民主路和粮道街之间；武胜门，位于今得胜桥街口附近；汉阳门，位于民主路西口长江大桥桥头 附近；平湖门位于大成路花堤街口，平湖门水厂附近；文昌门位于武船北门内的厂区中；望山门位于解放路保望堤街口，武船东门附近；保安门位于今保安街和复兴路交界处；中和门即今起义门所在地；通湘门位于今武昌火车站附近，因粤汉铁路通往湖南省得名。